# Джафна (город)
Джа́фна (там. யாழ்ப்பாணம், синг. යාපනය) — город на севере Шри-Ланки, административный центр Северной провинции, расположен в 400 километрах от Коломбо. С населением 88 138 человек в 2012 году, Джафна занимала 12-е место по численности населения среди городов Шри-Ланки.

## История
Город имеет очень древнюю историю, он упоминается в таком древнем тексте, как «Махавамса».
В конце XX — начале XXI вв. город оказался в центре гражданской войны, в результате чего сильно пострадал.

## Население
Исторически в Джафне жили люди разных вероисповеданий, однако в результате этнических «чисток», проведённых в 1990-х годах группировкой «Тигры освобождения Тамил-Илама», мусульмане были изгнаны из города. В настоящее время город населён в основном тамилами, 85 % которых являются индуистами.

## География и климат
К югу и западу от города расположена лагуна Джафна. В пределах полутора километров от центра города находится остров Мандативу. Полуостров состоит из известняка, что дало ему интересную особенность — большое число колодцев с пресной водой, которая поднимается сквозь известняк.
На полуострове Джафна тропический климат с сухой зимой и дождливым летом. В Джафне самая высокая средняя температура на Шри-Ланке — 28 °C. Самые жаркое время в период с апреля по май и с августа по сентябрь.